# 本坊商店
株式会社本坊商店（ほんぼうしょうてん）は、鹿児島県鹿児島市に本社を置く、酒類および食品類の卸売を営む企業である。ほかに、JR鹿児島中央駅の「えきマチ1丁目鹿児島」内に直営店「薩摩焼酎蔵」を置く。

## 沿革
- 1879年（明治12年） - 創業者・松左衛門により、薬種綿と薬種の製造販売を始める
- 1928年（昭和 3年） - 本坊兄弟商会を経て、本坊合名設立
- 1940年（昭和15年）10月 - 本坊実業設立
- 1951年（昭和26年） 3月 - 株式会社本坊商店に商号変更
- 1969年（昭和44年） 6月 - 本社社屋倉庫新設
- 1990年（平成 2年） 5月 - 伊集院本坊商店を合併（現・伊集院支店）
- 1993年（平成 5年） 4月 - 株式会社南九州ファミリーマート設立
- 1997年（平成 9年） 9月 - 宮崎工場開設
- 2003年（平成15年）10月 - 南九州ファミリーマート総合物流センター開設
- 2006年（平成18年）10月 - カノヤ酒販株式会社、および溝辺酒販株式会社を合併
- 2007年（平成19年） 4月 - 加世田支店新設
- 2007年（平成19年） 9月 - 合資会社本坊商店を合併
- 2009年（平成21年） 3月 - 伊集院支店を溝辺支店に統合

## グループ会社
- 本坊商店グループ
  - 南九州ファミリーマート
  - ナンニチ流通
  - ナンニチリテール
  - リテール・サポート
  - 興南プロパティ
  - タマキライスコーポレーション
- 本坊グループ
  - 本坊酒造
  - 薩摩酒造
  - サナス
- かつてのグループ会社
  - 南九州コカ・コーラボトリング